# Ephyrodes comprimens
Ephyrodes comprimens là một loài bướm đêm trong họ Erebidae.